# Chinook (programa de computador)
Chinook é um programa de computador que joga damas desenvolvido pela equipe liderada pelo cientista da computação Jonathan Schaeffer na Universidade de Alberta em 1989. Em julho de 2007, os desenvolvedores anunciaram que o programa havia solucionado o jogo, tornando-se invencível.
O jogo de damas portanto é um jogo de empate se ambos jogadores realizarem os movimentos corretos.